# Pedro Feliz
Pour les articles homonymes, voir Feliz (homonymie).
Pedro Julio Feliz (né le 27 avril 1975 à Ázua de Compostela, République dominicaine) est un joueur des Ligues majeures de baseball évoluant à la position de joueur de troisième but de 2000 à 2010.

## Carrière
Pedro Feliz commence sa carrière avec les Giants de San Francisco, avec qui il joue son premier match dans les majeures le 5 septembre 2000.
Il connaît quatre saisons consécutives d'au moins 20 coups de circuits entre 2004 et 2007, frappant 22, 20, 22 et 20 circuits durant ces campagnes. Il présente sa meilleure moyenne au bâton (,276) en 2004 et atteint son sommet personnel de points produits (98) en 2006.
Jamais repêché et originellement signé comme agent libre par les Giants en 1994, Feliz paraphe une entente d'un an avec l'équipe californienne à l'issue de la saison 2006. À la fin 2007, il espérait une nouvelle entente de trois ans avec l'équipe mais, déçu de la façon dont les Giants le traitèrent lors des négociations, il décline une nouvelle offre de l'équipe pour signer un contrat de deux ans, pourtant moins lucratif, avec les Phillies de Philadelphie.
Il frappe pour ,249 avec 14 circuits et 58 points produits à sa première saison avec sa nouvelle équipe.
Le 29 octobre 2008, Pedro Feliz frappe en huitième manche le coup sûr qui permet aux Phillies de l'emporter 4-3 sur les Rays de Tampa Bay dans le cinquième et dernier match de la Série mondiale 2008. En 2009, il aide les Phillies à remporter le championnat de la Ligue nationale.
Le 8 novembre 2009, les Phillies indiquent qu'ils ne se prévaudraient pas de l'année d'option au contrat de Feliz pour 2010. Le joueur de 34 ans devient agent libre. Le 10 décembre 2009, il signe un contrat d'un an pour 4,5 millions de dollars avec les Astros de Houston.
Feliz connaît une saison 2010 difficile chez les Astros. À la mi-août, sa moyenne au bâton n'est que de ,221. De plus, ce joueur de troisième but réputé fiable en défensive a commis huit erreurs en 63 parties et sa moyenne défensive ne s'élève qu'à ,942. Le 19 août, les Astros l'échangent aux Cardinals de Saint-Louis contre David Carpenter, un receveur converti en lanceur évoluant au niveau A.
Le 3 février 2011, Feliz signe un contrat des ligues mineures avec les Royals de Kansas City. Il est libéré de ce contrat à la fin de l'entraînement de printemps des Royals.